# Space Crusade
Space Crusade est un jeu de société édité par Milton Bradley (MB) et développé en coopération avec la société anglaise Games Workshop basé sur l’univers Warhammer 40,000 bien que la traduction de certains termes officiels soit pourtant différente.
Il se joue de 2 à 4 personnes, une devant prendre le camp du chaos et le(s) joueur(s) restant(s) choisir un des groupes de Marines de l'espace (Poings Impériaux, Ultramarines et Anges Sanguinaires).
Le plateau de jeu est modulable car divisé en 4 parties distinctes (qu’on appelle quadrants).
Ce jeu est le fruit d’une collaboration entre MB (racheté depuis par Hasbro Inc aujourd'hui) et Games Workshop. Il a été produit et distribué en France par MB France SA en grandes surfaces. Il a aussi été distribué en Europe par MB International.
Malgré un franc succès sur l'ensemble des produits, la coopération entre les 2 sociétés sur 3 jeux (HeroQuest, Space Crusade et Seigneurs de Guerre) ne continuera pas.
Games Workshop avait développé en parallèle une gamme complémentaire des jeux HeroQuest & Space Crusade (Advanced HeroQuest & Advanced Space Crusade) sous sa propre licence tandis qu'Hasbro rachetait de nombreuses sociétés dans sa politique d'expansion dont MB en 1994 ce qui met immédiatement un terme rapide à cette coopération au grand dam des fans.
L’ambiance religieuse de Warhammer 40,000 est complètement absente de ce jeu, qui n’a qu’un minuscule fascicule pour expliquer le monde de Warhammer 40,000 étant donné qu'il vise le grand public.

## Description du jeu
Les deux camps ont leurs particularités.
Côté Marines de l'espace, les cinq figurines (un sergent et quatre marines) sont placées sur leur point d'entrée à la vue de tous. Le joueur du chaos sait donc toujours où se trouvent les unités ennemies et quel est leur armement. Pour l'aider le joueur marine dispose d'armes variées (armes du sergent spécialisées dans le corps à corps, le tir, une combinaison des deux, ou armes des marines qui vont du simple fulgurant au lance-roquettes en passant par le lance-plasma), de cartes d'ordre (qui permettent par exemple de tirer ou de bouger une deuxième fois) et de cartes d'équipement. Les cartes ne sont utilisables qu'une fois au cours de la partie.
Côté Chaos, les pions ne sont posés dans un quadrant que lorsqu'une figurine marine entre dedans. Le joueur du chaos place alors autant de pions qu'il veut dans la limite de sa réserve et les place sous forme de « blip » (un simple pion en carton sans information) s'il ne sont pas vus par les marines. Le joueur marine avance donc dans le « brouillard » au contraire du joueur chaos. Sachant qu'un blip peut représenter un gretchin (la plus faible unité du jeu) comme un dreadnought (la plus forte unité du jeu), le marine doit avancer ses pions avec prudence et le chaos placer les siens avec ruse. De plus, le joueur chaos tire à chaque tour une carte évènement qui — à de rares exceptions — va nuire au(x) joueur(s) marine(s).
Le matériel inclut de nombreuses figurines en plastique dans le style des figurines de Warhammer 40,000.
Le jeu n'est plus édité depuis 1994, de même que ses extensions : Mission Dreadnought et L'Attaque des Eldars. Il demeure à ce jour la propriété d'Hasbro Inc.

## Extensions

### Mission Dreadnought
Première extension de Space Crusade, elle rajoute de nouvelles armes (les armes extra-lourdes et la tarentule), de nouveaux Dreadnought du Chaos, des plaques de jeu, des portes blindées et des scénarios. Elle comporte 12 figurines (6 marines, 4 androïdes et 2 Dreadnoughts), 3 tarentules, 9 armes extra-lourdes pour marines, 3 armes extra-lourdes pour Dreadnought, 6 portes blindées, des pions blips et renforts, une nouvelle carte de référence marines avec les armes extra-lourdes ainsi que deux couloirs et un plateau de jeu « usine de dreadnought » avec ses murs.
Les armes extra-lourdes sont au nombre de trois, et sont disponibles aux joueurs marines ainsi qu’au joueur Chaotique en tant qu’armes de Dreadnought. Les armes extra-lourdes sont : le canon laser, le faisceau de conversion et le canon de fusion.
Concrètement, elles permettent au joueur de lancer 3 dés rouges (les dés les plus puissants), alors que dans le jeu de base, l’arme de tir la plus puissante permettait de lancer 2 dés rouges. Chacune d’entre elles a de plus des effets divers, comme le canon laser qui permet de toucher un carré de quatre cases en même temps.
La tarentule est une arme exclusivement réservée aux joueurs Marines. C’est une arme de soutien mobile qui occupe à elle seule deux cases. L’artilleur de la tarentule doit choisir chaque tour entre bouger ou tirer. C’est une arme ultime et blindée, qui protège l’artilleur marine, et qui permet au joueur Marine de cumuler les effets de deux canons lasers, soit un maximum de 6 dés rouges sur une seule zone.
Le Chaos dispose quant à lui, dans cette extension, de trois nouveaux modèles de Dreadnought : les modèles VIII, IX et X (le modèle VII étant le modèle de base du jeu Space Crusade). Le modèle VIII se déplace plus vite (six cases au lieu de quatre), le modèle IX dispose de deux armes lourdes/extra-lourdes supplémentaires (pour un total de 5 : un fulgurant, et quatre armes lourdes/extra-lourdes). Le modèle X (dit abomination) dispose quant à lui des deux améliorations : la vitesse (six cases) et un armement lourd (5 armes), ce qui fait du Dreadnought modèle X la pièce la plus puissante du jeu.
Les plaques de jeu rajoutées sont deux couloirs et une petite plaque d’usine de construction de Dreadnought.
Des portes blindées font leur apparition, et demandent au joueur Marine de les détruire avant de les franchir (soit au contact, soit au tir). Disposant d’une valeur blindée de 4, elles demandent de gros efforts pour être détruites.
Les scénarios sont au nombre de trois.

### L'attaque des Eldars
C'est la seconde et dernière extension commercialisée de ce jeu, qui introduit les Eldars avec leurs capacités différentes des autres peuples déjà représentés.
L'extension contient 10 figurines dont 1 exarque avec 9 guerriers plus 9 catapultes shuriken, 2 canons laser, 2 canons shuriken, 2 lance-missiles, 1 duo d'arme  exarque pistolet et épée, 1 mur de force, 1 écran psychique, 12 cartes "équipement" eldars, 10 cartes "exarque" aptitude et équipement, 4 cartes "ordre" eldar, 22 nouvelles cartes  "évènement", 8 blips et une table de référence, un livret et une nouvelle section de plateau de jeu.
Concrètement cette extension apporte un équilibrage des forces à 2 joueurs (une escouade de 10 eldars avec un exarque à sa tête) contre les forces du chaos et rend les parties plus intéressantes. L'exarque possède en guise de points de vie des cartes de compétences lui conférant beaucoup plus de pouvoir offensif et défensif. Les guerriers eldars sont aussi plus rapides, plus résistants au combat au corps à corps (3 dés blancs contre 2 pour les marines) et les cartes équipements sont originales (résurrection d'un eldar mort par exemple).
L'Attaque des Eldars offre surtout la possibilité de jouer à 5 autour d'une table (1 maître de jeu, un joueur eldar et 3 joueurs marines).

### Mission Design Kit
Ce supplément, annoncé dans le White Dwarf anglais n°134 n'a jamais vu le jour et devait correspondre au Kit Forteresse d'Heroquest. Il devait comprendre le matériel nécessaire pour le joueur extra-terrestre de créer ses propres missions ainsi que des règles pour les Space Marines vétérans.

## Compléments
Games Workshop a publié dans divers magazines (White Dwarf, Casus Belli, etc.) d'autres missions. Dans le White Dwarf no 134, ont été publiées les règles pour jouer des squads d'orcs, avec la sortie de figurines Warhammer 40,000 compatibles avec Space Crusade (cartes ordre & équipements, armes). On peut aussi trouver dans le même numéro les règles des Terminators et des Scouts .

## Adaptations
Space Crusade a été adapté en jeu vidéo par Gremlin Graphics Software Ltd. en avril 1992. Le jeu existait sous MS-DOS ainsi que sur Atari ST, Amiga, ZX Spectrum, Commodore 64 et Amstrad. Il reprenait les plateaux et les scénarios du jeu original ; les plateaux étaient affichés en 2D lors des phases de déplacement et en 3D isométrique pendant les combats. Le jeu était jouable de un à trois joueurs, chaque joueur contrôlant une faction de Marines et les forces du Chaos étant contrôlées par l'ordinateur.